# División de Garhwal

Divisiones de Uttarakhand

La división de Garhwal (en hindi: गढ़वाल, AFI: [ɡəɽʱʋaːl]) es una entidad administrativa del estado de Uttarakhand, en la India. La capital es Pauri. Está limitada al norte por el Tíbet, al este por la división administrativa de Kumaon (entre ambas forman el estado de Uttarkhand), al sur por el estado de Uttar Pradesh y al oeste por el estado de Himachal Pradesh. En esta región himaláyica se encuentran los cuatro lugares sagrados que forman parte del Chota Char Dham: Gangotri, Yamunotri, Kedarnath y Badrinath.
Está formada por los siguientes distritos:
- Distrito de Chamoli
- Distrito de Dehradun
- Distrito de Haridwar
- Distrito de Pauri Garhwal
- Distrito de Rudraprayag
- Distrito de Theri Garhwal
- Distrito de Uttarkashi

Este territorio, integrado en el Himalaya, tiene como cumbres principales por encima de los siete mil metros los picos Abi Gamin (7.355 m), Kamet (7.756 m), Mana (7.272 m) y Mukut Parbat (7.242 m).
El nombre de Garhwal podría derivar de que esta región estuvo gobernada por 52 pequeños soberanos, cada uno de ellos con un fuerte, aquí llamado garth, hasta que uno de los príncipes acabó sometiendo a los demás y fundó el reino de Garhwal.